# Mykola Dovhan
Mykola Anatolijovitj Dovhan (på ukrainsk: Микола Анатолійович Довгань) (født 15. juli 1955 i Talaja, Sovjetunionen) er en ukrainsk tidligere roer.

## Rokarriere
Dovhan roede i første omgang singlesculler for Sovjetunionen og vandt VM-bronze i 1974 og i 1977 i denne båd, mens han blev nummer fem ved OL 1976 i Montreal. Ved OL 1980 i Moskva roede han sammen med Jurij Sjapotjka, Jevgenij Barbakov og Valerij Klesjnjov dobbeltfirer, og de blev nummer fire i indledende runde, hvilket betød, at de skulle i opsamlingsheat. Her vandt de sikkert og kom i finalen, hvor de ikke kunne følge med de østtyske storfavoritter, der dog ikke var helt så overbevisende som forventet. Den sovjetiske båd blev nummer to, mens Bulgarien tog bronzemedaljerne.

## OL-medaljer
- 1980:  Sølv i dobbeltfirer